# Rattus ranjiniae
Rattus ranjiniae (пацюк Ранджині) — вид гризунів роду пацюків (Rattus), ендемік Індії.

## Поширення
Ендемік у південній Індії (Керала). Відомий на висотах від рівня моря приблизно до 1000 м над рівнем моря. Це нічний і рийний вид. Хоча було виявлено, що займає орні землі, затоплені області й заплавні оброблені поля, здається, має обмежений ареал.

## Морфологія
Великий гризун, голова та тіло завдовжки 162—261 мм, хвіст — 187—232 мм, стопа — 44—47 мм, вуха — 18—21 мм.

## Зовнішність
Хутро довге, посипане колючим волоссям, особливо уздовж спини. Верхні частини чорнувато-коричневі, темніші на хребті, а вентральні частини білуваті. Вуса коричневі з білим кінчиком. Задня частина ніг — світло-палева. Хвіст рівний, коротший, ніж голова і тіло, рівномірно темний.

## Загрози та охорона
Перетворення сільськогосподарських угідь (наприклад, житлове будівництво) та більш широке використання пестицидів та інших агрохімікатів представляють серйозну загрозу для виду. Також, здається, загрожує посилення конкуренції з Rattus rattus wroughtoni. Цей вид не зустрічається в охоронних територіях.

## Етимологія
Доктор (міс) Ранджині (англ. P. V. Ranjini) зібрала перші відомі зразки цього пацюка. Ранджині працювала в лабораторії цитогенетики кафедри зоології Бенараського індуїстського університету в Індії в 1966 році.